# Tata Young
Amita Marie Young (Bangkok, 14 december 1980), artiestennaam Tata Young, is een Thaise zangeres, danseres en actrice. Ze werd beroemd toen ze op haar elfde een nationale zangwedstrijd won. Hierna ondertekende ze een platencontract en bracht haar eerste album Su Min Ta Tata Young (1997) uit. Binnen vijf maanden was deze cd meer dan een miljoen keer verkocht, een record voor de Thaise muziekindustrie. Sindsdien heeft Young negen albums, vijf compilaties, twee ep's en een remixalbum op haar naam staan. Drie van haar cd's zijn in het Engels en gericht op een internationaal publiek. Haar meest recente cd is Ready for Love uit 2008.

## Biografie

### Jeugd: 1980-95
Tata Young werd geboren als Su Min Ta Marie Young, maar veranderde later haar naam naar het simpelere Amita Marie Young (Thai: อมิตา มารี ยัง). Ze is de dochter van de Amerikaanse Tim Young en de Thaise Bunchorn Young.
Als elfjarige won Young een nationale zangwedstrijd waarin 5,300 kinderen meededen. In deze wedstrijd, de Thailand Junior Singing Contest (vergelijkbaar aan het Junior Songfestival) zong Young het liedje One Night Only. Na deze overwinning kon Young in 1994 een platencontract tekenen bij GMM Grammy. In 1997 bracht ze de cd Su Min Ta Tata Young uit, waarvan meer dan een miljoen exemplaren werden verkocht. Om dit te vieren, werd de ep 1,000,000 Copies Celebration uitgebracht, waarvan de single Chan Rak Thur een groot succes werd. In 1995 werd ze door de Thaise pers overladen met accolades voor haar eerste jaar in de muziekindustrie.

### Internationale bekendheid: 1995-97
Young vertegenwoordigde Thailand op het Australische televisieprogramma World Telly Broadcast, wat in 1996 werd uitgezonden. Het programma werd gezien door miljoenen mensen in Australië en Zuidoost-Azië. In april 1996 hield Young haar eerste concertreeks.
Ook trad ze in 1997 op bij de overdracht van Hongkong aan China: ze was door de Chinese regering zelf geselecteerd.
In 1997 ontving Young als jongste entertainer ooit de "Golden Pikkanes God Award", die wordt uitgereikt door de Musical Artist Ascociation van Thailand. Na het ontvangen van deze prijs mocht Young optreden voor koning Bhumibol Adulyadej in Chiang Mai.

### Film en muziek: 1997-2003
In 1997 speelde Young in de jeugdfilm The Red Bike Story, een dramafilm, waarvoor de opkomst in Thaise bioscopen erg hoog was. Bij de Thaise Blockbuster Entertainment Awards kreeg ze voor haar rol een prijs voor "Beste Actrice". Ze speelde in nog twee films, O-Negative en Plai Tien.
In 2001 lanceerde ze het album Tata Young met haar nieuwe platenmaatschappij TERO Records. Het album was erg succesvol. In 2003 bracht ze de cd Real TT uit en trad voor het eerst aan als co-producer en medeschrijver van de liedjes.

### Verdere carrière: 2004-08
In 2004 bracht Young haar eerste Engelstalige cd uit, de cd I Believe bij Columbia Records. Daarop onder andere de succesvolle single Sexy Naughty Bitchy, die echter een controverse in Thailand veroorzaakte om het woord "bitch" en de referenties naar seks en gerelateerde onderwerpen. In Maleisië verscheen het liedje dan ook onder de naam Sexy Naughty Cheeky.
Ook behaalde Young voor het eerst succes in India toen ze de liedje Dhoom Dhoom voor de film "Dhoom" zong. De soundtrack van deze film verkocht wel 800.000 keer en deed Young haar nieuwe tour ernaar vernoemen: de Dhoom Dhoom tour. Haar succes in Azië ging verder toen ze als eerste Thaise werd uitgenodigd op de Taiwanese Golden Melody Awards, een Taiwanese versie van de Grammy Awards. In 2006 bracht Young een tweede Engelstalige cd uit, Temperature Rising. Liedjes waren geschreven door onder andere Paul McCartney en Natasha Bedingfield.

### 2008-heden: Stagnatie
In 2009 bracht Young haar derde Engelstalige album Ready for Love uit. Het album was niet zo succesvol als Youngs eerdere hits. Youngs tour voor het album, die door Australië en Europa zou gaan, werd afgeblazen en de derde single van de cd, Mission is You, kreeg geen muziekvideo, waardoor speculatie ontstond over Youngs relatie met haar platenmaatschappij.
Ook ontving Young de diagnose hypothyreoïdie, waardoor ze veel aankwam en zichtbaar van uiterlijk veranderde. Zo verfde ze ook haar rode haar, eerder haar handelsmerk, zwart en knipte het kort.

## Privéleven
In 2003 ging het gerucht dat Young een relatie had met Thaise tennis-ster Paradorn Srichaphan. De relatie werd echter beëindigd door Srichaphan omdat Young zijn vader niet beviel.
In 2005 werd Young vaak gezien met zakenman Prem Busarakamwong. De twee zouden elkaar hebben ontmoet bij het doen van liefdadigheidswerk in de getroffen gebieden van de tsunami van 2004. In 2007 verklaarde het stel verloofd te zijn, maar in 2008 werd de verloving afgeblazen om onbekende redenen.
- Library of Congress Control Number: no2006131020
- MusicBrainz: e6220f19-8fc2-4bc8-8b0e-a2e550445a2a
- Virtual International Authority File: 36683874
- WorldCat: E39PBJrcqcJx9VJK3kpPxfMpT3